# Скуратовський Василь Павлович
Василь Павлович Скуратовський (25 травня 1925, Скурати — 22 вересня 1987, Київ) — український радянський архітектор.

## Біографія
Народився 25 травня 1925 року в селі Скуратах Малинського району Житомирської області УРСР. 1943 року призваний до лав Червоної армії. Брав участь у Другій світовій війні. Нагороджений двома медалями «За відвагу» (3 липня 1944; 17 серпня 1944).
1952 року закінчив Київський інженерно-будівельний інститут. З 1952 по 1968 рік — головний архітектор проєктів Миколаївського обласного відділу в справах будівництв і архітектури, з 1954 по 1968 рік — головний архітектор Миколаївської області. З 1968 року — начальник управління сільськогосподарського будівництва, член колегії колишнього Комітету Держбуду УРСР.
Лауреат Державної премії УРСР імені Т. Г. Шевченка (за 1986 рік; разом з А. М. Шуляром, В. С. Марченком, І. Є. Оксентюком (архітекторами), Й. С. Парубочим (агрономом-озеленювачем), В. М. Карплюком (будівельником) за архітектуру села Вузлового Радехівського району Львівської області).
Помер в Києві 22 вересня 1987 року.

## Роботи
Серед проєктних робіт:
- у Миколаєві:
  - готель на 350 місць (1958);
  - навчальний корпус педагогічного інституту імені В. Бєлінського (1964);
- середня школа в селі Христофорівці Баштанського району Миколаївської області (1957);
- в складі творчих колективів — генеральні плани міст Миколаєва (1967), Первомайська, Вознесенська (1962).

Крім загальної координації проєктувальників із розроблення проєктів об'єктів житлово-громадських і виробничого призначення, брав участь у складі авторських колективів з проєктування будинків у селах Калиті Київської області (1975), Вузловому Львівської області (1980), Зорі Рівненської області (1984).
Консультував авторський колектив на стадії передпроєктних і проектно-планувальних робіт села Вузлове Радехівського району Львівської області, зокрема архітектурне вирішення будинків адміністративно-культурного комплексу, громадського центру і села в цілому.